# Adansonia rubrostipa
Adansonia rubrostipa  (лат.) — вид деревьев из рода Адансония семейства Мальвовые (Malvaceae). 
Может рассматриваться как разновидность Adansonia fony Baill. var. rubrostipa (Jum. & H.Perrier) H.Perrier.
Эндемик северо-запада Мадагаскара, где является обитателем мадагаскарских сухих лиственных лесов.
Встречается на северо-западе Мадагаскара в провинциях Махадзанга и Тулиара.
Плоды, семена и масло данного вида можно употреблять в пищу.